# Larry Sullivan
Lawrence Edward Sullivan Jr., meglio noto come Larry Sullivan (New Haven, 10 settembre 1970), è un attore statunitense.

## Filmografia parziale

### Cinema
- Vita da strega (Bewitched), regia di Nora Ephron (2005)
- Il caso Thomas Crawford (Fracture), regia di Gregory Hoblit (2007)
- Un'impresa da Dio (Evan Almighty), regia di Tom Shadyac (2007)
- Divorzio d'amore (Divorce Invitation), regia di S.V. Krishna Reddy (2012)
- Aftermath - La vendetta (Aftermath), regia di Elliott Lester (2017)

### Televisione
- Will & Grace – serie TV,  episodio 4x12 (2001)
- NCIS - Unità anticrimine (NCIS) – serie TV, episodio 1x06 (2003)
- E.R. - Medici in prima linea (ER) – serie TV, 1 episodio (2004)
- Alias – serie TV, 1 episodio (2005)
- Grey's Anatomy – serie TV, episodio 5x18 (2009)
- Game Change, regia di Jay Roach – film TV (2012)
- Castle – serie TV, episodio 4x18 (2012)
- Modern Family – serie TV, episodio 4x22 (2013)
- Body of Proof – serie TV, episodio 3x13 (2013)
- Scandal – serie TV, 3 episodi (2017)
- Big Little Lies - Piccole grandi bugie (Big Little Lies) – miniserie TV (2017)
- Trinkets – serie TV (2019-2020)
- For All Mankind – serie TV, 4 episodi (2022)

## Doppiatori italiani
Nelle versioni in italiano delle opere in cui ha recitato, Larry Sullivan è stato doppiato da:
- Roberto Certomà in CSI: Miami, Grey's Anatomy, Big Little Lies - Piccole grandi bugie (st. 1)
- Alberto Bognanni in Dexter, Private Practice, Body of Proof
- Riccardo Niseem Onorato in Will & Grace
- Tony Sansone in E.R. - Medici in prima linea
- Alessandro Rigotti in The Shield
- Michele D'Anca in CSI - Scena del crimine (ep. 4x07, 5x06, 5x17, 5x22, st. 6, 8)
- Alessandro Ballico in CSI - Scena del crimine (ep. 5x04)
- Stefano Miceli in CSI - Scena del crimine (st. 9-15)
- Enrico Pallini in Alias
- Alessandro Budroni in Big Love
- Franco Mannella in Criminal Minds
- Francesco Sechi ne Il caso Thomas Crawford
- Sergio Luzi in 24 (ep. 7x12, 7x18)
- Maurizio Reti in 24 (ep. 8x15)
- Francesco Bulckaen in Modern Family
- Oliviero Cappellini in Scandal
- Riccardo Rossi in Big Little Lies - Piccole grandi bugie (ep. 2x01)
- Stefano Billi in Aftermath - La vendetta
- Roberto Draghetti in Shooter
- Gabriele Vender in Dirty John
- Gianluca Cortesi in 9-1-1
- Francesco De Francesco in Trinkets
- Francesco Fabbri in For All Mankind
- Simone D'Andrea in All Rise